# Graffenrieda galeottii
Graffenrieda galeottii är en tvåhjärtbladig växtart som först beskrevs av Charles Victor Naudin, och fick sitt nu gällande namn av Louis Otho Otto Williams. Graffenrieda galeottii ingår i släktet Graffenrieda och familjen Melastomataceae. Inga underarter finns listade i Catalogue of Life.